# Карл Александер фон Даун-Фалкенщайн
Карл Александер фон Даун-Фалкенщайн (на немски: Karl (Carl) Alexander von Daun-Falkenstein; * 23 февруари 1643; † 7 октомври 1659) е млад граф от фамилята Даун-Фалкенщайн.

## Биография
Той е син на граф Вилхелм Вирих фон Даун-Фалкенщайн (1613 – 1682) и първата му съпруга графиня Елизабет фон Валдек-Вилдунген (1610 – 1647), дъщеря на граф Кристиан фон Валдек-Вилдунген (1585 – 1637) и графиня Елизабет фон Насау-Зиген (1584 – 1661).
Карл Александер е застрелян на 16 години на 7 октомври 1659 г. при караница, след общ лов на зайци и по-късното ядене и пиене в манастир Хамборн, от граф Мориц фон Лимбург-Щирум. Никога не е изяснено дали това е убийство. Случаят отива накрая в имперския дворцов съвет в Аахен, обаче никога не е завършен.
Баща му остава без мъжки наследник и през 1667 г. продава обеднялото Графство Фалкенщайн на херцог Карл IV от Лотарингия.

## Галерия
- Гербът на фамилията Даун-Фалкенщайн
- Замък Фалкенщайн